# تیم ملی فوتبال زیر ۲۰ سال بولیوی
تیم ملی فوتبال زیر ۲۰ سال بولیوی (انگلیسی: Bolivia national under-20 football team) یا تیم ملی فوتبال جوانان بولیوی، نماینده کشور بولیوی در مسابقات فوتبال جوانان آمریکای جنوبی و جهان است که زیر نظر فدراسیون فوتبال بولیوی فعالیت می‌کند.